# Лугофілинська
Лу́гофі́линська (рос. Лугофилинская) — присілок у складі Ханти-Мансійського району Ханти-Мансійського автономного округу Тюменської області, Росія. Входить до складу Горноправдинського сільського поселення.
Населення — 49 осіб (2010, 76 у 2002).
Національний склад станом на 2002 рік: росіяни — 80 %.